# Augusto Servello
Augusto Antonio Servello, född 1 december 1999 i Posadas, är en argentinsk fäktare som tävlar i florett.

## Karriär
Vid sydamerikanska spelen 2022 i Asunción tog Servello guld individuellt i florett samt silver i lagtävlingen tillsammans med Dante Cerquetti, Nicolás Marino och Santiago Lucchetti efter en finalförlust mot Brasilien. Vid panamerikanska spelen 2023 i Santiago tog han brons individuellt i florett.
Vid panamerikanska mästerskapen 2025 i Rio de Janeiro tog Servello brons individuellt i florett.